# Акешки
Акешки (каз. Ақешкі) — село в Ескельдинском районе Жетысуской области Казахстана. Входит в состав сельского округа Акын Сара. Код КАТО — 196457200.

## Население
В 1999 году население села составляло 592 человека (290 мужчин и 302 женщины). По данным переписи 2009 года, в селе проживали 532 человека (266 мужчин и 266 женщин).